# Coche cabina

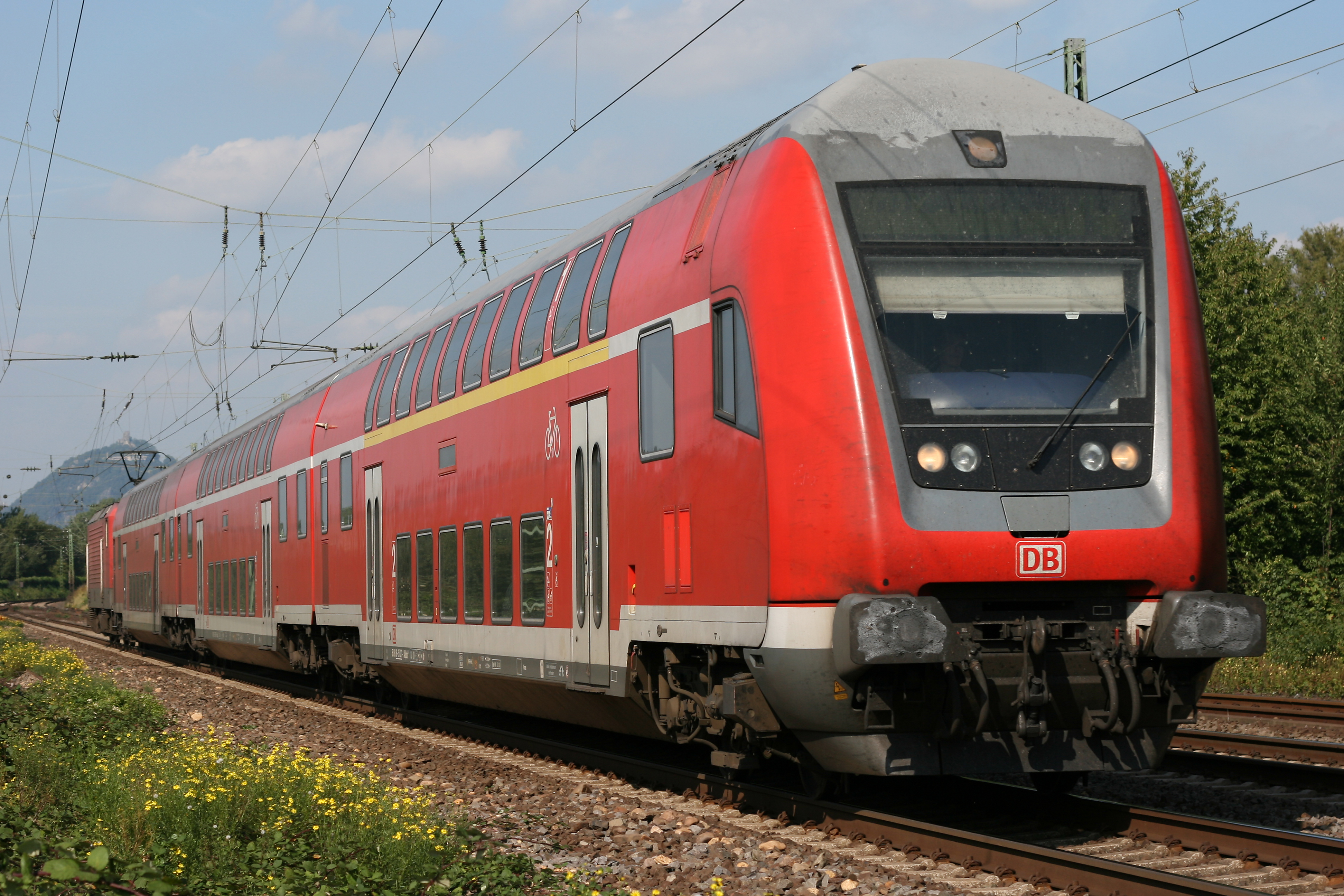
Coche cabina de un tren regional en Alemania.

Un coche cabina o coche con cabina de conducción  es un vehículo ferroviario destinado al transporte de pasajeros, que tiene una cabina en uno de sus extremos para conducir el tren.
Los coches cabina son utilizados en los servicios push-pull, que consisten en una locomotora, acoplada permanentemente a un grupo de coches de pasajeros. Cuando el tren circula en una dirección, la locomotora tracciona y el personal de conducción controla el tren desde la cabina de la locomotora. Al llegar a la estación terminal, el tren invierte la marcha y la locomotora empuja la formación;  el personal de conducción, entonces, controla el tren desde la cabina ubicada en el coche cabina, en el otro extremo de la formación.